# Флаибано
Флаибано (итал. Flaibano) је насеље у Италији у округу Удине, региону Фурланија-Јулијска крајина.
Према процени из 2011. у насељу је живело 906 становника. Насеље се налази на надморској висини од 100 м.

## Становништво
Према резултатима пописа становништва 2011. у општини је живело 1.197 становника.
| 1936. | 1951. | 1961. | 1971. | 1981. | 1991. | 2001. | 2011. |
| ----- | ----- | ----- | ----- | ----- | ----- | ----- | ----- |
| 1.898 | 1.959 | 1.770 | 1.407 | 1.263 | 1.233 | 1.183 | 1.197 |

## Партнерски градови
- Bettembourg